# Decalobanthus elmeri
Espèce
Decalobanthus elmeri est une espèce de plantes de la famille des Convolvulaceae.

## Synonyme
Cette espèce a pour synonyme homotypique :
- Merremia elmeri Merr., Univ. Calif. Publ. Bot. 15: 260 (1929).

qui est le basionyme.

## Liste des variétés
Selon Catalogue of Life (8 mai 2020) :
- variété Decalobanthus elmeri var. glaberrimus (Ooststr.) A.R.Simões & Staples

Selon World Checklist of Selected Plant Families (WCSP) (8 mai 2020) :
- variété Decalobanthus elmeri var. elmeri
- variété Decalobanthus elmeri var. glaberrimus (Ooststr.) A.R.Simões & Staples (2017)